# The Moody Blues

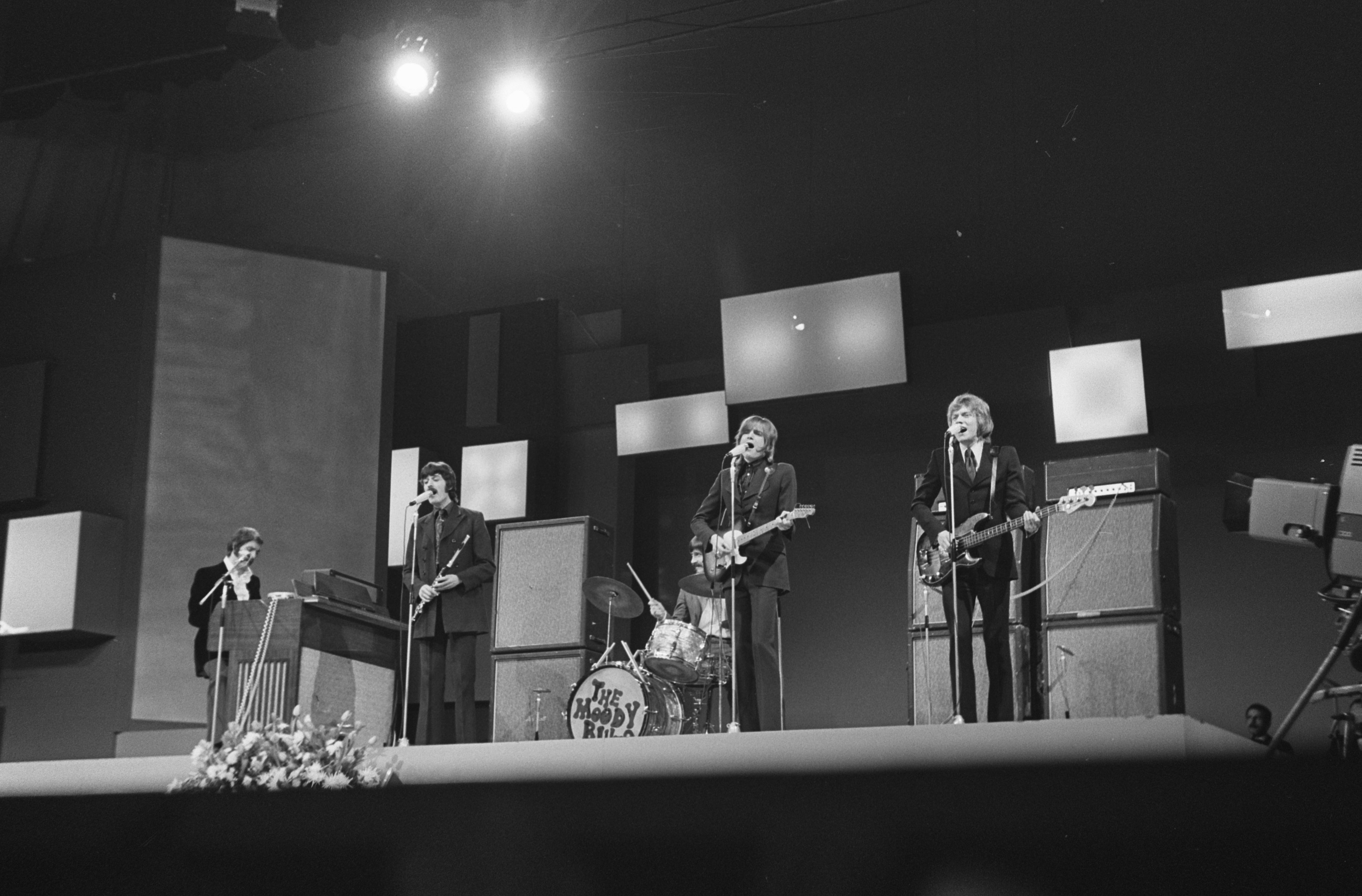
The Moody Blues (1969)

The Moody Blues foi uma banda britânica de rock, conhecida através da música psicodélica e do rock progressivo que transformou e influenciou outras bandas como Yes, King Crimson, Genesis, Pink Floyd, etc. Inicialmente a banda tocava rhythm and blues, antes de se tornarem rock.
A banda foi formada em 1964 em Birmingham, Inglaterra, por Ray Thomas, Mike Pinder, Denny Laine, Graeme Edge e Clint Warwick. Depois de algumas mudanças na formação, com o convite a inclusão de Jon Makaroun (The Hits) e alterações no estilo sonoro, o Moody Blues conseguiu alcançar sucesso com suas apresentações bombásticas e um característico som orquestral.

## Discografia
- Go Now! (1965)
- Days of Future Passed (1967)
- Nights in White Satin-[Days of Future Passed](1967)
- In Search Of The Lost Chord (1968)
- On The Threshold Of A Dream (1969)
- To Our Children’s Children’s Children (1969)
- A Question of Balance (1970)
- Every Good Boy Deserves Favour (1971)
- Seventh Sojourn (1972)
- Caught Live + 5 (1977)
- Octave UK (1978)
- Long Distance Voyager (1981)
- The Present - IMPORT UK (1983)
- The Other Side Of Life (1986)
- Prelude (1987)
- Sur La Mer (1988)
- Keys Of The Kingdom - IMPORT UK (1991)
- A Night at Red Rocks (1993)
- Strange Times (1999)
- Hall Of Fame - Live at the Royal Albert Hall (2000)
- December (2003)

## Singles
A canção da banda de maior destaque nas emissoras de rádio brasileiras é Talking Out of Turn.